# Jalgpalliklubi Narva Trans
Lo Jalgpalliklubi Narva Trans, meglio noto come Trans Narva, è una società calcistica estone con sede nella città di Narva. Milita in Meistriliiga, la massima serie del calcio estone.
Il suo palmarès conta tre coppe d'Estonia e due supercoppe d'Estonia. Detiene inoltre insieme al Flora Tallinn il record di partecipazioni alla prima serie del campionato nazionale, che disputa ininterrottamente fin dalla fondazione dello stesso nel 1992.

## Storia
La squadra nasce nel 1979 con il nome di Football Club Avtomobilist Narva, nel 1985 cambia il nome in Football Club Autobaas Narva per poi assumere la denominazione attuale nel 1991, anno in cui partecipa all'ultimo campionato della RSS d'Estonia, piazzandosi ottavo su tredici squadre.
Con la ritrovata indipendenza dell'Estonia prese parte alla Meistriliiga e nella prima edizione del 1992 si classificò al settimo posto. Ottenne un terzo posto nella stagione 1994-95, ma nel complesso non si rivelò mai in grado di lottare per la conquista del campionato, pressoché dominato dalle squadre della capitale Tallinn.
Nel 2001 vinse la Coppa d'Estonia, suo primo trofeo, ottenendo per la prima volta l'accesso alla Coppa UEFA.
Nel 2006 la squadra finì al secondo posto, miglior risultato di sempre in campionato, e si qualificò per la seconda volta in Coppa UEFA. Nel 2007 e nel 2008 vinse la Supercoppa nazionale.
Dopo oltre un decennio di piazzamenti validi per partecipare alle coppe europee, dal 2014 al 2016 concluse nella parte medio-bassa della classifica.
Ha chiuso la Meistriliiga 2017 al quinto posto, ma, con l'incorporazione dell'Infonet Tallinn nel Levadia Tallinn, il piazzamento è sufficiente per partecipare ai preliminari di UEFA Europa League 2018-2019; il cammino si interrompe subito contro i bosniaci dello Zeljeznicar, che vincono 2-0 e 3-1 il doppio incontro di andata e ritorno. In campionato si classifica al 4º posto.
Nel 2019 conquista la Coppa d'Estonia battendo in finale il Kalju Nõmme per 2-1 ai supplementari; torna così a vincere la Eesti Karikas dopo diciotto anni, nonché a sollevare un trofeo a undici anni dall'ultima Supercoppa d'Estonia. In Meistriliiga arriva 6º.
Nel 2020 perde la finale di Supercoppa d'Estonia contro il Flora Tallinn, che si impone per 2-0. Successivamente arriva di nuovo in finale di Coppa d'Estonia, anche in questo caso contro il Flora Tallinn, dal quale è sconfitto per 2-1. In campionato non va oltre l'ottavo posto, assicurandosi la permanenza in massima serie solo nelle ultime giornate. Va meglio l'anno successivo, in quanto si classifica sesto già al termine della stagione regolare, evitando così la successiva poule retrocessione. Nel 2022 arriva settimo.
Nel 2023 conquista la terza Eesti Karikas vincendo per 1-2 la finale contro il Flora Tallinn. In campionato, invece, si piazza all'ottavo posto. Nel 2024 disputa ancora la Supercoppa contro il Flora: raggiunto il pareggio per 2-2 all'ultimo minuto, la sfida si protrae fino ai rigori, persi dal Narva per 5-3. In Meistriliiga si classifica sesto.

## Palmarès

### Competizioni nazionali
- Coppa d'Estonia: 3

2000-2001, 2018-2019, 2022-2023
- Supercoppa d'Estonia: 2

2007, 2008

### Altri piazzamenti
- Campionato estone:

Secondo posto: 2006
Terzo posto: 1994-1995, 2005, 2008, 2009, 2010, 2011
- Coppa di Estonia:

Finalista: 1993-1994, 2006-2007, 2010-2011, 2011-2012, 2019-2020
Semifinalista: 1994-1995, 1996-1997, 1997-1998, 2001-2002, 2002-2003, 2003-2004, 2004-2005, 2005-2006, 2008-2009, 2012-2013, 2017-2018, 2020-2021, 2024-2025
- Supercoppa di Estonia:

Finalista: 2001, 2012, 2020, 2024

## Statistiche

### Partecipazione ai campionati
Le statistiche comprendono le stagioni a partire dal 1992, anno della fondazione del campionato estone.
| Livello | Categoria    | Partecipazioni | Debutto | Ultima stagione | Totale |
| ------- | ------------ | -------------- | ------- | --------------- | ------ |
| 1º      | Meistriliiga | 35             | 1992    | 2025            | 35     |

### Coppe europee
Il Trans Narva conta 18 partecipazioni alle coppe europee:
- 9 in Coppa UEFA/Europa League (esordio nella stagione 2001-2002, ultima partecipazione nella stagione 2019-2020).
  - Miglior risultato: 1º turno di qualificazione.
- 8 in Coppa Intertoto (esordio nell'edizione 1996, ultima partecipazione nell'edizione 2008).
  - Miglior risultato: 1º turno.
- 1 in Conference League (esordio nell'edizione 2023-2024).
  - Miglior risultato: 1º turno di qualificazione.

| Competizione               | G  | V | P | S  | GF | GS  |
| -------------------------- | -- | - | - | -- | -- | --- |
| Coppa UEFA / Europa League | 18 | 1 | 0 | 17 | 8  | 60  |
| Coppa Intertoto            | 18 | 1 | 1 | 16 | 13 | 56  |
| Conference League          | 2  | 0 | 0 | 2  | 0  | 5   |
| Totale                     | 38 | 2 | 1 | 35 | 21 | 121 |

## Organico

### Rosa 2025
Aggiornata al 15 giugno 2025.
| N. |                         | Ruolo | Calciatore          |
| -- | ----------------------- | ----- | ------------------- |
| 2  | Estonia (bandiera)      | D     | Valeri Šantenkov    |
| 3  | Estonia (bandiera)      | D     | Denis Sibul         |
| 4  | Russia (bandiera)       | D     | Aleksandr Ivanjušin |
| 5  | Canada (bandiera)       | D     | Cristian Campagna   |
| 7  | Portogallo (bandiera)   | C     | Afonso Correia      |
| 8  | Estonia (bandiera)      | C     | Stanislav Agaptsev  |
| 9  | Togo (bandiera)         | A     | Josué Doké          |
| 10 | Burkina Faso (bandiera) | C     | Pierre Kaboré       |
| 11 | Ucraina (bandiera)      | A     | Mykhaylo Kozhushko  |
| 12 | Brasile (bandiera)      | D     | Eriks Santos        |
| 13 | Estonia (bandiera)      | D     | Oleg Gonsevich      |
| 14 | Estonia (bandiera)      | D     | Aleksander Filatov  |
| 17 | Estonia (bandiera)      | D     | Artjom Škinjov      |

| N. |                           | Ruolo | Calciatore         |
| -- | ------------------------- | ----- | ------------------ |
| 19 | Costa d'Avorio (bandiera) | C     | Irié Elysée        |
| 21 | Estonia (bandiera)        | D     | Mark Maksimkin     |
| 22 | Estonia (bandiera)        | C     | Egor Zhuravlev     |
| 23 | Estonia (bandiera)        | D     | Aleksandr Jegorov  |
| 25 | Georgia (bandiera)        | D     | Shalva Burjanadze  |
| 29 | Russia (bandiera)         | A     | Viktor Kudryašov   |
| 31 | Estonia (bandiera)        | P     | Ilja Rebrik        |
| 32 | Ucraina (bandiera)        | D     | Dmytro Bondar      |
| 35 | Estonia (bandiera)        | P     | Aleksandr Kraizmer |
| 47 | Estonia (bandiera)        | A     | Nikita Baljabkin   |
| 77 | Russia (bandiera)         | C     | Denis Poljakov     |
| 80 | Estonia (bandiera)        | A     | Sten Viidas        |
| 88 | Estonia (bandiera)        | P     | Aleksei Matrossov  |